# Atelidea
Atelidea is een geslacht van spinnen uit de familie van de Tetragnathidae (Strekspinnen).

## Soorten
- Atelidea globosa Yamaguchi, 1957 (Nomen dubium)
- Atelidea nona Sankaran, Malamel, Joseph & Sebastian, 2017
- Atelidea spinosa Simon, 1895